# Пушка Беккера

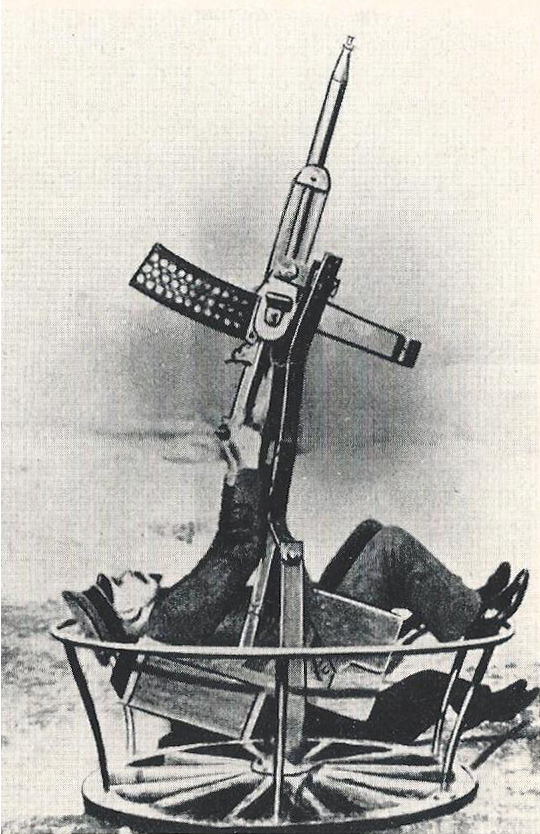
Рисунок пушки Беккера на зенитном станке

Пушка Беккера (по имени одного из авторов, Рейнхольда Беккера (нем. Reinhold Becker)) — германская малокалиберная автоматическая пушка периода Первой мировой войны, созданная под патрон 20×70 мм. Является родоначальником как калибра 20 мм, так и ряда созданных в этом калибре авиационных и зенитных пушек.

## История
Пушка Беккера была разработана немецкими инженером Августом Коэндерсом и предпринимателем Рейнхольдом Беккером и изготовлена в 1914 году на заводе Stahlwerke Reinhold Becker в городе Виллих (в земле Северный Рейн — Вестфалия). В июне 1915 года Министерство обороны Германии выпустило технические требования к авиационной пушке калибром менее 37 мм, и массой менее 70 кг, предназначенной для ведения автоматического огня очередями по 10 выстрелов. Испытания пушки последовали незамедлительно, в качестве носителя оружия использовался бомбардировщик Gotha G.1, однако их результаты были признаны неудовлетворительными. Несмотря на неудачу и благодаря заложенному в конструкцию оружия потенциалу, к работам был привлечен арсенал в Шпандау с целью доработки и улучшения конструкции пушки. В результате в июне 1916 года последовал контракт на изготовление первой серии из 120 пушек. По соображениям секретности оружие не патентовалось в Пруссии. Заявка на получение патента на пушку Беккера подана в 1919 году компанией Oerlikon в пользу компании SEMAG (Seebach Maschinenbau AG). В 1924 году SEMAG получила патент и право на дальнейшую разработку пушки, в частности под более мощный патрон 20×72 мм. В 1923 году компания Maschinenfabrik Oerlikon стала собственностью компании Werkzeugmaschinenfabrik Magdeburg GmbH, а её директором был назначен Эмиль Георг Бурле Emil Georg Bührle. В 1924 году распалась компания SEMAG, располагавшаяся поблизости от Maschinenfabrik Oerlikon, при этом последняя приобрела патент на пушку Беккера на правах имущества несостоятельного должника SEMAG.
С 1924 года дальнейшие разработки проводила компания Oerlikon, которая в 1927 году предложила улучшенные варианты системы под марками Oerlikon тип F, тип L и тип S. Принцип действия пушки Беккера сохранен в конструкции пушки Oerlikon тип F (FF) — от Fluegelfest — крыльевая пушка. Устройство донной части гильзы патрона пушки Беккера — без закраины и без опорного буртика — было сохранено практически неизменным во всей линии 20-мм патронов «Эрликон» и её преемников («Эрликон Бурле» и «Эрликон-Контравес») на протяжении 1930-х и 1940-х годов.

## Описание

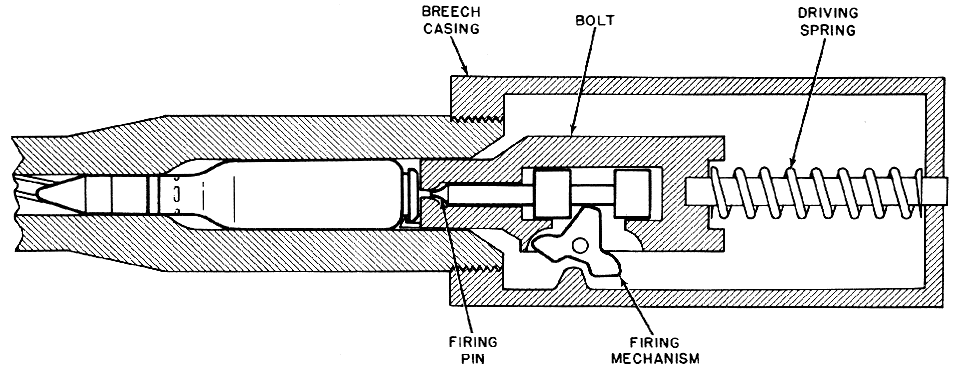
Принципиальная схема работы автоматики пушки, основанная на отдаче затвора и опережающем воспламенении капсюля. Характерная для 20-мм патронов «Эрликон» гильза без закраины и без опорного буртика, англ. rebated (RB), её диаметр фланца меньше диаметра корпуса гильзы.

Принцип действия автоматики пушки основан на отдаче затвора и опережающем воспламенении капсюля. В основу работы системы со свободным затвором и опережающим воспламенением положено инициирование капсюля в момент времени, соответствующий движению затвора вперед. При таком способе оружие функционирует из положения открытого затвора, в этом случае патронник пуст, а затвор находится в крайнем заднем положении. При выстреле затвор освобождается из заднего положения, захватывает патрон из магазина и начинает досылать патрон в патронник. Ещё до окончания досылания патрона производится ударное воспламенение капсюля, при этом патрон и затвор продолжают движение вперед. Давление пороховых газов достигает максимума в тот момент, когда патрон полностью находится в патроннике и гильза полностью опирается о стенки каморы. Для обеспечения максимального опирания гильзы в системах с опережающим воспламенением используется гильза с параллельными стенками. Давление пороховых газов должно быть достаточно низким для предотвращения случаев разрыва гильзы при экстракции.
Пушка на турели применялась в качестве вооружения тяжелых самолетов-бомбардировщиков AEG и Gotha G1. Предназначалась для ведения огня по наземным (танкам) и воздушным целям (самолетам). Наведение пушки ручное, питание из коробчатого магазина ёмкостью двенадцать патронов. Боекомплект пушки составляли выстрелы с бронебойным и осколочным снарядами. Во время Первой мировой войны пушка Беккера состояла на вооружении исключительно германских вооруженных сил.

## Характеристики
- Тип оружия: одноствольная автоматическая пушка
- Калибр: 20×70 мм гильза без закраины и без опорного буртика
- Принцип действия: отдача затвора и опережающее воспламенение капсюля
- Длина пушки: 1370 мм
- Длина ствола: 800 мм (40 клб.)
- Масса пушки (полная): 30 кг
- Темп стрельбы: 350 выстр/мин
- Начальная скорость снаряда: 500 м/с
- Дульная энергия: 1790 кгм
- Масса снаряда: 140 г
- Боеприпасы[6]:
  - патрон с осколочный снарядом с головным взрывателем ударного действия;
  - патрон с бронебойным снарядом.